# 徐祚
徐祚（1505年—？），字子厚，忠義後衛官籍，直隸宣城縣人，明朝政治人物。

## 生平
嘉靖七年（1528年）戊子科順天府鄉試第一百二十名舉人。嘉靖十四年（1535年）中式乙未科會試第二百八十九名，登第三甲第一百五十四名進士。授夏县知县，十九年任山东掖县知县，二十四年正月选授山西道試監察御史，二十七年巡视陕西茶马。出为山東青州府知府。降职到江西宁州，三十二年（1553年）升山西解州知州。

## 家族
曾祖徐敏，曾任百戶；祖父徐麟，曾任百戶；父徐永昌，曾任百戶。母倪氏（封安人）。具庆下。兄徐禄，百户；徐祐。